# Macrostemum dulce
Macrostemum dulce är en nattsländeart som först beskrevs av Mclachlan 1866.  Macrostemum dulce ingår i släktet Macrostemum och familjen ryssjenattsländor. Inga underarter finns listade i Catalogue of Life.